# Víctor Rossi

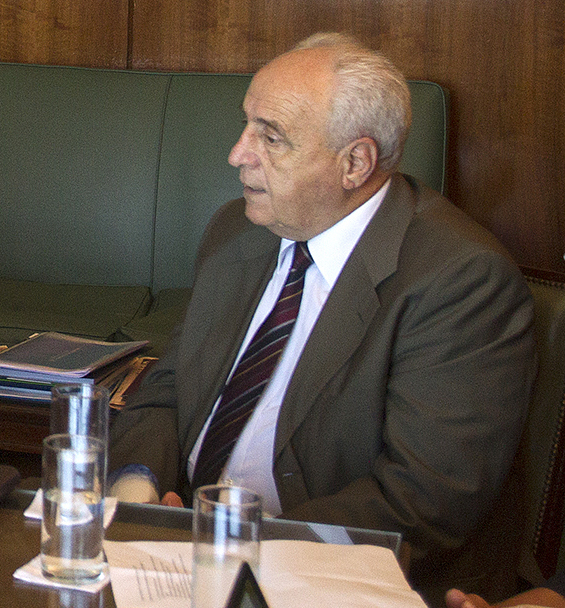
Víctor Rossi, 2016

Víctor Homero Rossi Rodríguez (* 10. April 1943 in La Paz)  ist ein uruguayischer Politiker.
Rossi saß in der 45. Legislaturperiode vom 15. Februar 2000 bis zum 14. Februar 2005 als Abgeordneter der Alianza Progresista Lista 738 im Rahmen des Parteienbündnisses Partido Encuentro Progresista-Frente Amplio (Frente Amplio) für das Departamento Montevideo in der Cámara de Representantes. Mit Beginn der folgenden 46. Legislaturperiode am 15. Februar 2005 hatte er erneut ein Mandat als Vertreter der nunmehr um die Nuevo Espacio erweiterten Parteienkoalition Encuentro Progresista-Frente Amplio-Nueva Mayoría inne. Zudem leitete er vom 1. März 2005 bis zum 1. März 2010 das Ministerium für Verkehr und öffentliche Bauten und übernahm vom 5. Juni bis zum 16. Juni 2009 interimsweise auch das Innenministeramt von der zurückgetretenen Daisy Tourné bis zum Amtsantritt Jorge Brunis. Für die Kommunalwahl 2010 stand zeitweise seine Kandidatur für das Amt des Intendente von San José im Raum.